# Jan Smuts
Jan Christiaan Smuts (n. 24 mai 1870, Riebeek-Wes, Provincia Western Cape, Africa de Sud – d. 11 septembrie 1950, Irene, Gauteng, Africa de Sud) a fost un om de stat proeminent din Africa de Sud și Comunitatea Britanică, lider militar și filosof. A deținut diverse funcții ministeriale, îndeplinind, printre altele, funcția de prim-ministru al Uniunii Africii de Sud din 1919 și până în 1924 și, din nou, din 1939 până în 1948. Deși Smuts a susținut inițial segregarea rasială și s-a opus acordării dreptului de vot pentru sud-africanii negri, opiniile sale s-au schimbat și a susținut concluziile Comisiei Fagan că  segregarea era imposibilă. Smuts a pierdut, ulterior, alegerile din 1948 în fața Partidului Național care a instituit apartheid-ul. El a continuat să susțină reconcilierea comunităților din Africa de Sud și a subliniat rolul pozitiv al Comunității Britanice până la moartea sa în 1950.
El a condus un comando bur din Transvaal ce a luptat în Al Doilea Război al Burilor. În timpul Primului Război Mondial, el a condus armatele din Africa de Sud împotriva Germaniei, participând la ocuparea Africii Germane de Sud-Vest și comandând Armata Britanică din Africa Orientală.
Din 1917 și până în 1919, el a fost, de asemenea, unul dintre membrii Cabinetului Imperial de Război al Marii Britanii și a avut o contribuție importantă la fondarea Royal Air Force (RAF). El a devenit feldmareșal în Armata Britanică în 1941 și a făcut parte din Cabinetul Imperial de Război condus de Winston Churchill. A fost singurul om care a semnat ambele tratate de pace prin care s-au încheiat Primul și al Doilea Război Mondial. Statuia lui se află în Piața Parlamentului din Londra.

## Biografie

### Primul Război Mondial

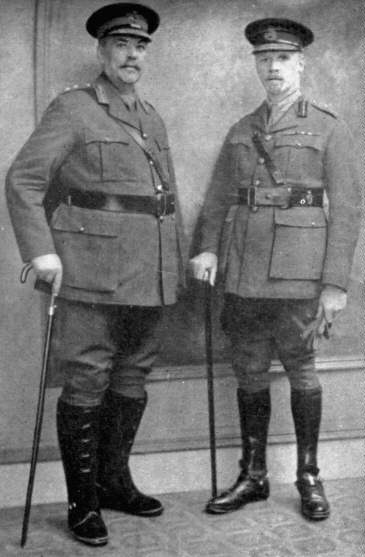
În timpul Primului Război Mondial, Smuts (dreapta) și Botha au fost conducători cheie ai Armatei Britanice.

În timpul Primului Război Mondial, Smuts a format Forța de Apărare a Uniunii. Prima sa misiune a fost de a înăbuși Rebeliunea lui Maritz, care a fost îndeplinită în noiembrie 1914. Apoi, Smuts și Louis Botha au condus Armata Sud-Africană în Africa de Sud-Vest Germană și a cucerit-o (vezi Campania din Africa de Sud-Vest pentru detalii). În 1916 generalul Smuts a primit ordinul de a cuceri Africa Orientală Germană. Col. (mai târziu general de brigadă) J. H. V. Crowe a comandat artileria din Africa de Est, la ordinele generalului Smuts, și a publicat o relatare a campaniei, General Smuts' Campaign in East Africa, în 1918. Smuts a fost promovat la gradul de general-locotenent pe 18 februarie 1916.
La începutul anului 1917 Smuts a părăsit Africa și s-a dus la Londra, deoarece fusese invitat să se alăture Cabinetului Imperial de Război și Comitetului Politicii de Război de către David Lloyd George. Smuts a recomandat inițial reluarea atacurilor pe frontul de vest și o politică militară de uzură, ca nu cumva angajamentul Rusiei cu privire la război să fie anulat, iar Franța sau Italia să fie tentate să încheie o pace separată. Lloyd George a vrut un comandant „cutezător” pentru a-i succeda generalului Archibald Murray în Orientul Mijlociu, dar Smuts a refuzat comanda (la sfârșitul lunii mai), cu excepția cazului că vor fi alocate resursele promise pentru o victorie decisivă, și a fost de acord cu generalul William Robertson că angajamentele de pe Frontul de Vest nu justifica o încercare serioasă de a captura Ierusalimul. În locul lui Murray a fost numit Edmund Allenby.
Ca și alți membri ai Cabinetului de Război, angajamentul lui Smuts față de eforturile de pe Frontul de Vest a fost zguduit de rezultatul celei de-a Treia Bătălii de la Ypres.

### Om de stat
Smuts și Botha au fost negociatori cheie la Conferința de Pace de la Paris. Ambii s-au declarat în favoarea reconcilierii cu Germania și a primirii unor despăgubiri reduse. Smuts a susținut o Ligă a Națiunilor puternică, care nu a reușit să se materializeze. Tratatul de la Versailles a dat Africii de Sud un mandat clasa C asupra Africii de Sud-Vest Germane (care a devenit mai târziu Namibia), care a fost ocupată din 1919 până la retragerea sud-africană din 1990. În același timp, Australia a primit un mandat similar asupra Noii Guinee Germane, pe care l-a deținut până în 1975. Smuts și primul ministru australian Billy Hughes se temeau de puterea în creștere a Japoniei în perioada de după Primul Război Mondial. Când fosta Africă de Est Germană a fost împărțită în trei teritorii mandatate (Rwanda, Burundi și Tanganyika) Smutsland a fost unul dintre numele propuse pentru ceea ce a devenit Tanganyika. Smuts, care solicitase expansiunea teritorială sud-africană către râul Zambezi încă de la sfârșitul secolului al XIX-lea, a fost dezamăgit în cele din urmă de acordarea de către Liga Națiunilor doar a unui mandat asupra Africii de Sud-Vest, pe care dorea să o încorporeze Africii de Sud.
Smuts a revenit în politica sud-africană după conferință. Când Botha a murit în 1919, Smuts a fost ales prim-ministru, ocupând acest post până la înfrângerea neașteptată în 1924 de către Partidul Național. După moartea fostului președinte american Woodrow Wilson, Smuts a fost citat spunând că: „Nu Wilson, ci omenirea a eșuat la Paris”.
În timp ce se afla în Marea Britanie pentru a participa la Conferința Imperială din iunie 1920, Smuts a plecat în Irlanda și s-a întâlnit cu Éamon de Valera pentru a intermedia un armistițiu și un tratat de pace între trupele britanice și naționaliștii irlandezi. Smuts a încercat să-l convingă să accepte ca Irlanda să primească statutul de dominion, similar cu cel deținut de Australia și Africa de Sud.

### Al Doilea Război Mondial

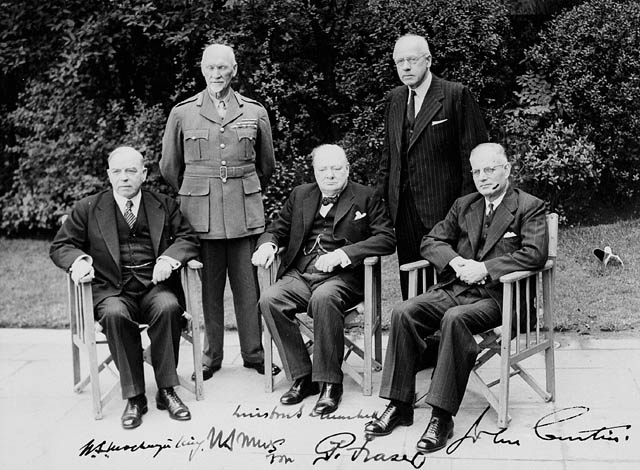
Smuts, în picioare, la stânga, la Conferința primilor miniștri din Comunitatea Britanică în 1944

După nouă ani petrecuți în opoziție și în mediul academic, Smuts a revenit ca viceprim-ministru adjunct într-un guvern de coaliție condus de J. B. M. Hertzog. Când Hertzog pledat pentru neutralitate față de Germania Nazistă în 1939, coaliția s-a destrămat și moțiunea antirăzboinică a lui Hertzog a fost respinsă în Parlament printr-un vot de 80 la 67. Guvernatorul general Sir Patrick Duncan a refuzat cererea lui Hertzog de a dizolva parlamentul în scopul convocării alegerilor generale. Hertzog a demisionat și Duncan l-a invitat pe Smuts, partenerul de coaliție al lui Hertzog, să formeze un guvern și să devină prim-ministru pentru a doua oară, în scopul de a-și introduce țara în al Doilea Război Mondial de partea Aliaților.
Smuts l-a cunoscut pe Winston Churchill în timpul Primului Război Mondial, iar între cei doi s-a dezvoltat o strânsă relație profesională și personală. Smuts a fost invitat să facă parte din Cabinetul Imperial de Război în 1939, fiind cel mai înalt oficial din Africa de Sud care susținea intrarea în război. Pe 24 mai 1941 Smuts a fost numit feldmareșal al Armatei Britanice.
Importanța lui Smuts în cadrul efortului imperial de război a fost subliniat printr-un plan destul de îndrăzneț, propus la începutul anului 1940, de numire a lui Smuts ca prim-ministru al Regatului Unit dacă Churchill ar muri sau ar deveni incapabil să-și îndeplinească atribuțiile în timpul războiului. Această idee i-a fost propusă de Sir John Colville, secretarul particular al lui Churchill, reginei Maria și apoi regelui George al VI-lea, care au aprobat propunerea.
În mai 1945, a reprezentat Africa de Sud la Conferința de la San Francisco pentru elaborarea Cartei Organizației Națiunilor Unite. De asemenea, în 1945, a fost menționat de către Halvdan Koht printre cei șapte candidați care meritau să obțină Premiul Nobel pentru Pace. Premiul a fost obținut în cele din urmă de Cordell Hull, fost secretar de stat al SUA.

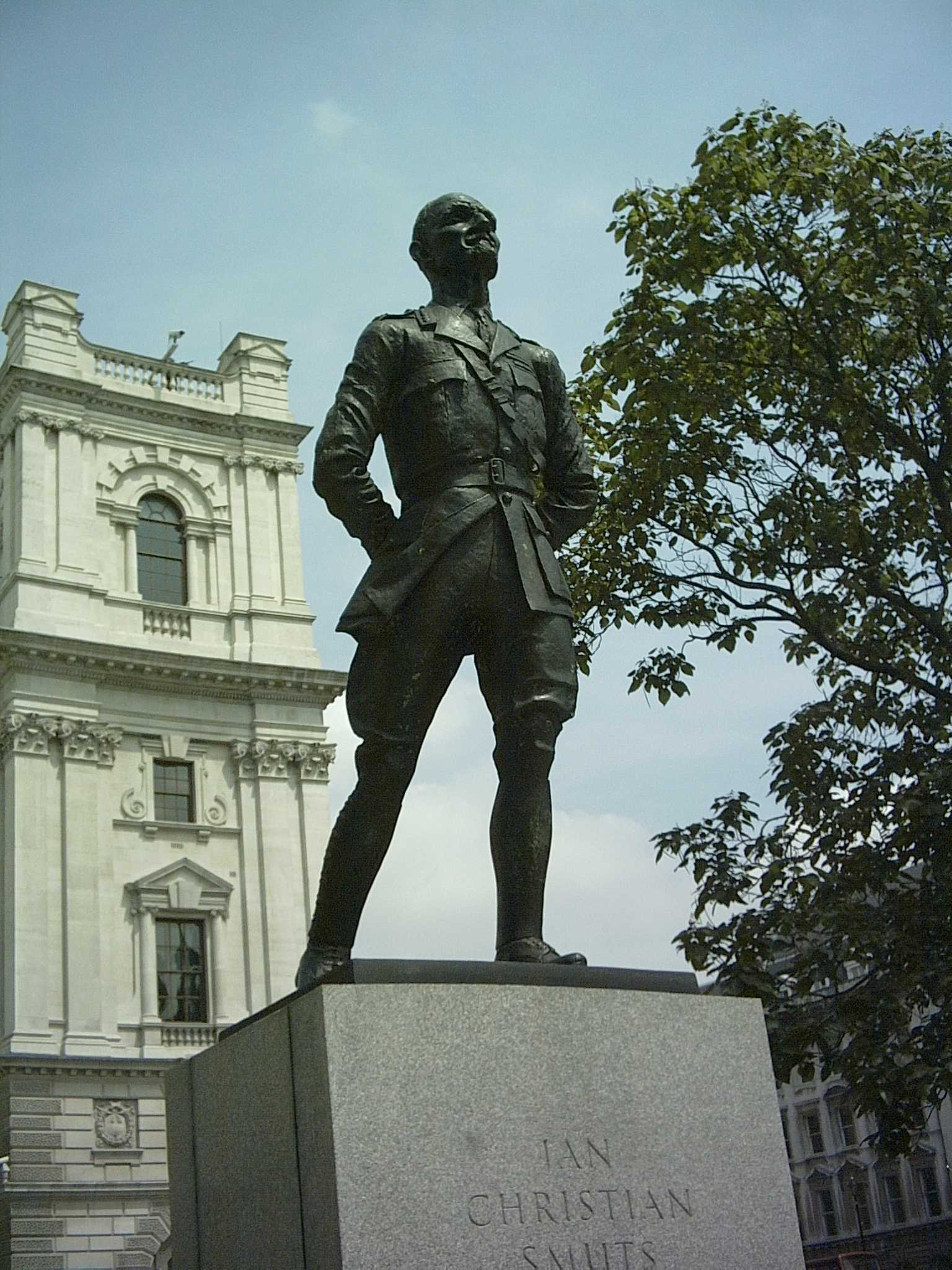
Statuia lui Smuts în Piața Parlamentului din Londra, realizată de Jacob Epstein

## Sprijinirea sionismului
Susținătorii sud-africani ai lui Theodor Herzl l-au contactat pe Smuts în 1916. Smuts, care a susținut Declarația Balfour, s-a întâlnit și a devenit prieten cu Chaim Weizmann, viitorul președinte al Israelului, la Londra. În 1943 Weizmann i-a scris lui Smuts, detaliind un plan de a dezvolta coloniile africane ale Marii Britanii pentru a concura cu Statele Unite. În timpul mandatului său de prim-ministru, Smuts s-a ocupat personal de strângerea de fonduri pentru mai multe organizații sioniste. Guvernul său a recunoscut de facto statul Israel pe 24 mai 1948, iar recunoașterea de jure a avut loc pe 14 mai 1949 (după înfrângerea partidului condus de Smuts de către Partidul Național Reunificat în alegerile generale din 26 mai 1948, la 12 zile după ce David Ben Gurion proclamase independența statului Israel). Cu toate acestea, Smuts era viceprim-ministru atunci când guvernul lui Hertzog a adoptat în 1937 Legea privind străinii care avea ca scop prevenirea imigrației evreiești în Africa de Sud. Actul a fost văzut ca un răspuns la creșterea sentimentelor antisemite în rândul africanilor.
El a făcut lobby împotriva Cartei Albe din 1939.
Mai multe străzi și un kibbutz, Ramat Yohanan, din Israel sunt numite după Smuts.
Smuts a scris un epitaf pentru Weizmann, descriindu-l ca „cel mai mare evreu de la Moise încoace”.

Smuts a spus odată:
| “ | Oricât de mari ar fi schimbările produse de acest război, marele război mondial pentru dreptate și libertate, mă îndoiesc că vreuna din aceste schimbări va depăși ca importanță eliberarea Palestinei și recunoașterea ei drept cămin al statului Israel. | ” |

## Familia
Smuts s-a căsătorit cu Isabella (Isie) Margaretha Krige (mai târziu cunoscut sub numele de „Ouma”), în 1897. Isie era originară din Stellenbosch și a locuit în vecinătatea lui Smuts. Ei au avut șase copii.

## Onoruri

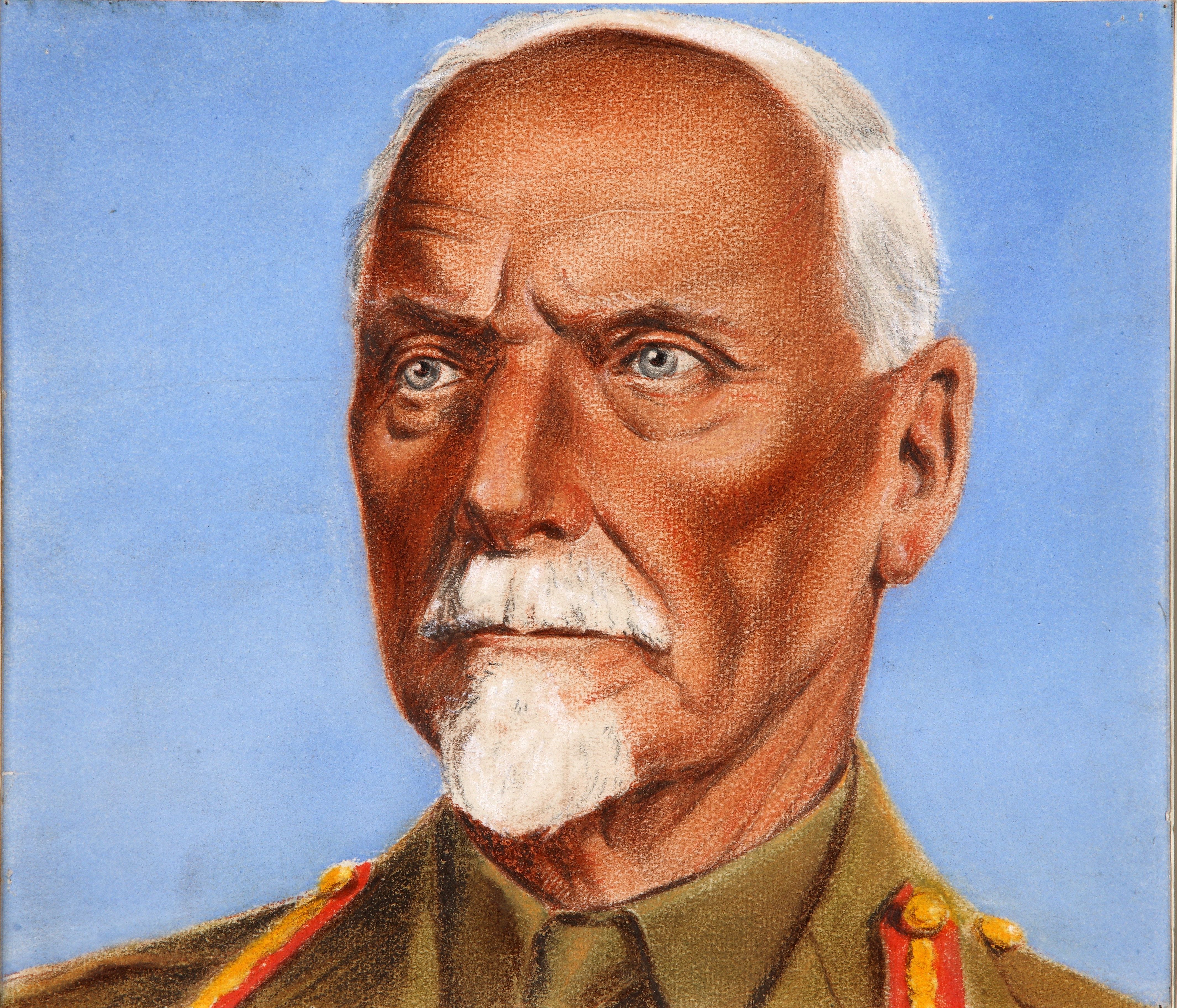
O pictură din 1944 a lui Smuts, realizată de William Timym și expusă în Muzeul Războiului Imperial

| Decorații britanice și sud-africane |                                                                       |
| Format:Ribbon devices/alt           | Order of Merit (1 ianuarie 1947)                                      |
| Format:Ribbon devices/alt           | Order of the Companions of Honour                                     |
| Format:Ribbon devices/alt           | Dekoratie voor Trouwe Dienst                                          |
| Format:Ribbon devices/alt           | Efficiency Decoration                                                 |
| Format:Ribbon devices/alt           | South African Republic & Orange Free State War Medal                  |
| Format:Ribbon devices/alt           | 1914–15 Star                                                          |
| Format:Ribbon devices/alt           | British War Medal                                                     |
| Format:Ribbon devices/alt           | Victory Medal                                                         |
| Format:Ribbon devices/alt           | General Service Medal                                                 |
| Format:Ribbon devices/alt           | King George V Silver Jubilee Medal                                    |
| Format:Ribbon devices/alt           | King George VI Coronation Medal                                       |
| Format:Ribbon devices/alt           | Africa Star                                                           |
| Format:Ribbon devices/alt           | Italy Star                                                            |
| Format:Ribbon devices/alt           | France and Germany Star                                               |
| Format:Ribbon devices/alt           | Defence Medal                                                         |
| Format:Ribbon devices/alt           | War Medal 1939–1945                                                   |
| Format:Ribbon devices/alt           | Africa Service Medal                                                  |
| Decorații internaționale            |                                                                       |
| Format:Ribbon devices/alt           | European-African-Middle Eastern Campaign Medal (SUA)                  |
| Format:Ribbon devices/alt           | Order of the Tower and Sword, Mare Cruce (Portugalia)                 |
| Format:Ribbon devices/alt           | Order of the Netherlands Lion, Marea Cruce de Cavaler (Țările de Jos) |
| Format:Ribbon devices/alt           | Order of Muhammad Ali, Mare Cordon (Egipt)                            |
| Format:Ribbon devices/alt           | Order of the Redeemer, Mare Cruce (Grecia)                            |
| Format:Ribbon devices/alt           | Order of Léopold, Mare Cordon (Belgia)                                |
| Format:Ribbon devices/alt           | Croix de guerre (Belgia) (26 iulie 1917)                              |
| Format:Ribbon devices/alt           | Legiunea de Onoare, Comandor (Franța)                                 |
| Format:Ribbon devices/alt           | Order of the African Star, Mare Cruce (Belgia)                        |
| Format:Ribbon devices/alt           | King Christian X Frihedsmedaille (Danemarca)                          |
| Format:Ribbon devices/alt           | Cross of Valour (Grecia)                                              |
| Format:Ribbon devices/alt           | Woodrow Wilson Peace Medal (SUA)                                      |